# Trichura leopoldensis
Trichura leopoldensis är en fjärilsart som beskrevs av Embrik Strand 1917. Trichura leopoldensis ingår i släktet Trichura och familjen björnspinnare. Inga underarter finns listade i Catalogue of Life.